# Max Mies
Max Mies (Roosendaal, 6 januari 2003) is een Nederlandse zanger, acteur, presentator, model en influencer, die onder andere lid was van de boyband FOURCE.

## Biografie
Mies is geboren en getogen in Roosendaal en begon al vroeg met zingen. In 2014 had hij een bijrol in Waanzinnig gedroomd. In 2015 toerde hij langs de Nederlandse theaters met een van de hoofdrollen in Pinokkio de Sprookjesmusical.
In 2017 deed Mies auditie voor het Nederlandse programma The Voice Kids. Hij wist door de voorrondes te komen, maar legde het af in de battles.
Vervolgens nam hij de stap om mee te doen aan het Junior Songfestival 2017, de Nederlandse voorronde voor het Junior Eurovisiesongfestival. Mies deed aanvankelijk als solozanger auditie, maar na de audities vormde hij een jongensgroep met Ian Kuyper, Niels Schlimback en Jannes Heuvelmans in de boyband FOURCE. Ze wonnen de voorronde en mochten Nederland vertegenwoordigen op het Junior Eurovisiesongfestival in Georgië. De groep werd daar vierde. Na het Junior Songfestival traden de heren enkele jaren met elkaar op en werden verschillende singles uitgebracht, voordat ze in 2022 uit elkaar gingen.
Mies speelde sinds 2019 in de televisieserie Brugklas. Hij speelde daarin de rol van Levi. 

## Carrière

### Musical
| Jaar | Titel                        |
| ---- | ---------------------------- |
| 2014 | Waanzinnig gedroomd          |
| 2015 | Pinokkio de Sprookjesmusical |

### Televisie
| Jaar      | Titel               |
| --------- | ------------------- |
| 2017      | The Voice Kids      |
| 2017      | Junior Songfestival |
| 2019-2021 | Brugklas            |
| 2023      | Voor het blok       |

- MusicBrainz: 134cb48c-29c9-45e3-bd8d-4ba3b059a9f1